# Hakken

Un esempio di hakken

La parola Hakken nasce dallo slang olandese ed è usata per indicare uno stile di ballo tipico della musica Hardcore e Gabber.
La diffusione è avvenuta attraverso lo slogan hakkûh! ideato dall'artista Stefan André Sweet conosciuto con il nome d'arte Dark Raver e con l'utilizzo del termine in varie canzoni del genere:
- Toet toet, boing boing, hakke en zage, zage en hakke, hopla d'r uit <<Hakke & Zage>> Gabber Piet 1996-1997
- Strak strak in m'n trainingspak pak, kijk eens hoe ik hak hak, lekker uit m'n dak, tot in de vroege morgen. <<Hakkûhbar>> Supergabber 1997

Il tipo di danza che si intende denominare, si sviluppò nella scena rave Olandese all'inizio degli anni '90, in particolare nella zona di Den Haag (L'Aia).
È caratterizzata da una serie di movimenti veloci e a scatti delle gambe che, muovendosi avanti, indietro e lateralmente, seguono il ritmo principale scandito dalla grancassa.
I passi si susseguono ad ogni battere di cassa senza pause, mentre le braccia hanno un ruolo meno importante rispetto alle gambe e seguono altri elementi della canzone.